# Alive Naturalsound Records
Alive Naturalsound Records, anciennement Alive Records, est un label discographique indépendant américain de blues, garage rock et punk rock, basé à Burbank, en Californie.

## Histoire
Le label est fondé en 1993 par Patrick Boissel,, un musicien, producteur et critique français qui a émigré aux États-Unis au milieu des années 1990 pour travailler, entre autres, pour Bomp Records et qui créera finalement Alive Records en collaboration avec ce dernier. Le label sort le premier album des Black Keys en 2002. 

## Groupes et artistes
- Black Diamond Heavies
- The Black Keys
- Mount Carmel
- Hacienda
- Lee Bains III and The Glory Fires
- Radio Moscow
- Left Lane Cruiser
- Lonesome Shack
- John the Conqueror
- Hollis Brown
- Brian Olive
- Reverend James Leg
- Swamp Dogg
- Andre Williams
- Mondo Drag
- Buffalo Killers
- Two Gallants
- Gardens
- T-Model Ford
- White Noise Sound
- Bloody Hollies
- Brimstone Howl
- Thomas Function
- Soledad Brothers
- Nathaniel Mayer
- The Sights
- Scott Morgan
- Peter Case
- Occult Detective Club
- Paul Collins
- Outrageous Cherry
- Trainwreck Riders
- The Witches
- The Nerves
- Iggy Pop and James Williamson
- GG Allin
- Thee Michelle Gun Elephant
- The Swell Maps
- Henry's Funeral Shoe